# (67205) 2000 DB7
2000 دي بي 7 (ويعرف أيضًا باسم (67205) 2000 دي بي 7 وفق تسمية الكوكب الصغير) (بالإنجليزية: 2000 DB7)‏ هو كويكب ضمن حزام الكويكبات؛ وترتيبه 67205 من حيث الاكتشاف.
اكتُشف هذا الجُرم الفلكي بواسطة James M. Roe ‏ في 29 فبراير 2000.

## وصلات خارجية
- (67205) 2000 DB7 في قاعدة بيانات مختبر الدفع النفاث لأجرام النظام الشمسي الصغيرة

- الاكتشاف · مخطط المدار ·  العناصر المدارية · المعلمات المادية

- (67205) 2000 DB7 على موقع ويكي سكاي: DSS2, SDSS, GALEX, IRAS, Hydrogen α, X-Ray, Astrophoto, Sky Map, Articles and images